# Luis Miguel Castilla
Luis Miguel Castilla Rubio (Lima, 31 de octubre de 1968) es un economista peruano. Fue ministro de Economía y Finanzas del Perú (2011-2014).

## Biografía
Sus padres son el vicealmirante Juan A. Castilla Meza, exministro de Transportes y Comunicaciones y Zoila Victoria Rubio Guerra de Castilla.
Estudió secundaria en el Markham College de Lima, luego, ingresó a la Universidad McGill de Montreal, graduándose con honores de bachiller en Economía, en 1991. 
Es Ph.D Economía, 2001, por la Johns Hopkins University de Baltimore. En 1999, hizo una maestría del Programa de Crisis Global y Reforma Financiera en la Universidad de Harvard.
Ingresó al Banco Mundial del que fue analista país de la Vicepresidencia de América Latina y el Caribe, en 1994, y consultor de la Vicepresidencia de África del Norte y Medio Oriente, en 1996. En el 2009, fue nombrado asesor de la Presidencia ejecutiva de CAF -banco de desarrollo de América Latina, en la que había tenido diferentes cargos. En febrero del 2010, fue designado director del Banco de la Nación.
En enero de 2010, durante el segundo gobierno de Alan García, fue nombrado Viceministro de Hacienda (había sido jefe del gabinete de asesores de dicho ministerio); cargo al cual renunció el 16 de julio de 2011.
Fue Profesor invitado en el Centro de Estudios Internacionales del Instituto de Tecnología de Massachusetts e investigador senior del Centro para América Latina Adrienne Arsht del Atlantic Council.
En 2017 fue nombrado como Gerente de la Oficina de Planificación Estratégica y Efectividad en el Desarrollo del Banco Interamericano de Desarrollo con sede en Washington D. C.

### Ministro de Economía
Días previos a la toma de mando del presidente electo Ollanta Humala, fue confirmado como Ministro de Economía.
El 28 de julio de 2011 juramentó como Ministro de Economía y Finanzas, como parte del primer gabinete del gobierno. 
En el 2011, ocupó el noveno lugar en la encuesta de Perú Económico sobre las 10 personas más poderosas del país, puesto que superó en el 2012 al ocupar el tercer lugar después del presidente y su esposa.
En 2012 fue nombrado el mejor Ministro de Economía en América Latina, según el estudio realizado por la Revista América Económica.
El 14 de septiembre de 2014 renunció al cargo luego de permanecer tres años en el mismo, dejando como sucesor al economista Alonso Segura.

### Embajador en EE. UU.
El 6 de enero de 2015 fue nombrado como Embajador Extraordinario y Plenipotenciario del Perú en los Estados Unidos. Ejerció el cargo hasta julio de 2016.